# Polygamie v bibli

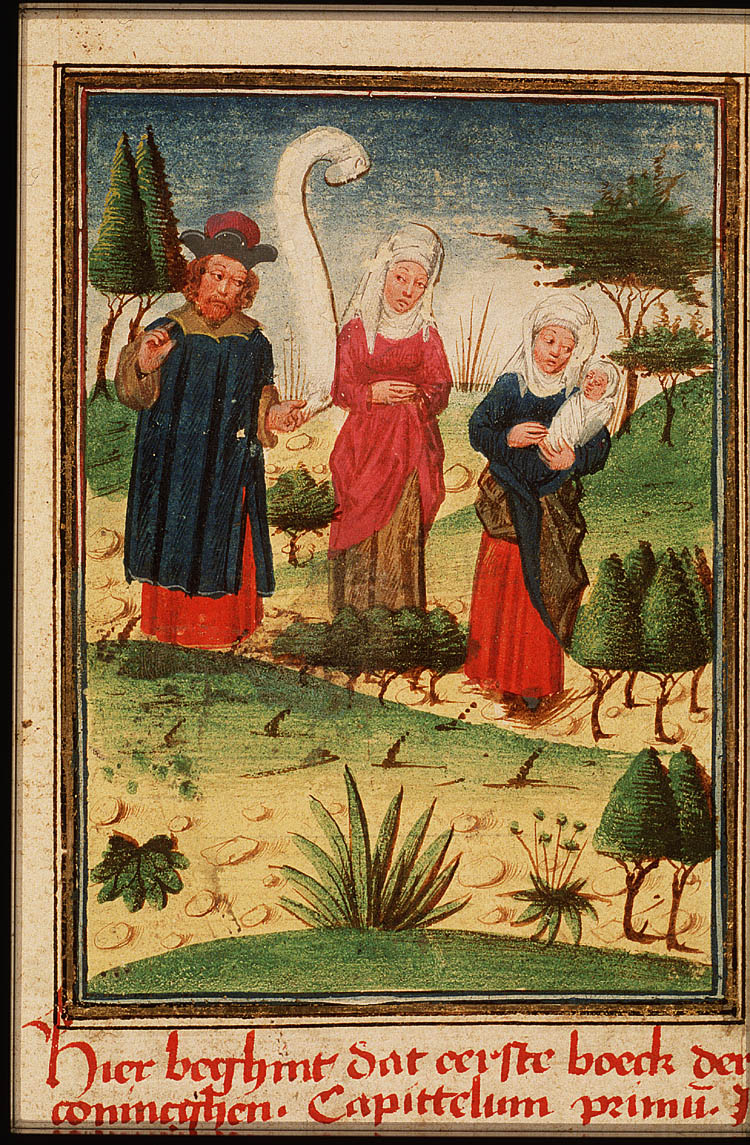
Elkána, otec izraelského soudce Samuela, a jeho dvě ženy

Polygamie v Bibli je spojena především ze Starým zákonem, jelikož v kultuře starého Izraele bylo běžné mnohoženství (polygynie). O mnoha starozákonních mužských postavách text výslovně informuje, že měli více žen. Králové jako David a Šalamoun podle autorů biblických textů disponovali zvlášť vysokým počtem manželek a konkubín. Tóra manželství včetně polygynního upravuje řadou předpisů.
Texty Nového zákona polygamii specificky nezmiňují. Debaty o tom, zda je pro křesťany povolená nebo ne, jsou stále živé. Odpůrci praktiky nejčastěji citují slova Pavla z Tarsu z 1. epištoly Timoteovi, kde napsal, že "biskup má být bezúhonný, jen jednou ženatý, střídmý, rozvážný, řádný, pohostinný, schopný učit..." (1 Tim 3,2). Polygamie ale podle historických pramenů mezi křesťany dál existovala. Svatý Augustin nepozoroval na polygamii nic nemorálního nebo hříšného a Martin Luther vyjádřil názor, že "neodporuje Písmu". Některé skupiny mimo hlavní proud křesťanství, především mormoni v 19. století, mnohoženství praktikovaly. Řada křesťanských církví dnes polygynii toleruje v regionech, kde jsou tradiční součástí společnosti.